# Canton de Plaisance-du-Touch
Le canton de Plaisance-du-Touch est une circonscription électorale française du département de la Haute-Garonne créée par le décret du 13 février 2014 et entrée en vigueur lors des élections départementales de 2015.

## Histoire
Un nouveau découpage territorial de la Haute-Garonne entre en vigueur à l'occasion des élections départementales de mars 2015. Il est défini par le décret du 13 février 2014, en application des lois du 17 mai 2013 (loi organique 2013-402 et loi 2013-403). Les conseillers départementaux sont, à compter de ces élections, élus au scrutin majoritaire binominal mixte. Les électeurs de chaque canton élisent au Conseil départemental, nouvelle appellation du Conseil général, deux membres de sexe différent, qui se présentent en binôme de candidats. Les conseillers départementaux sont élus pour 6 ans au scrutin binominal majoritaire à deux tours, l'accès au second tour nécessitant 12,5 % des inscrits au 1er tour. En outre la totalité des conseillers départementaux est renouvelée. Ce nouveau mode de scrutin nécessite un redécoupage des cantons dont le nombre est divisé par deux avec arrondi à l'unité impaire supérieure si ce nombre n'est pas entier impair, assorti de conditions de seuils minimaux. Dans la Haute-Garonne, le nombre de cantons passe ainsi de 53 à 27.
Le canton de Plaisance-du-Touch est formé de communes des anciens cantons de Saint-Lys (8 communes), de Léguevin (1 commune) et de Rieumes (1 commune). Avec ce redécoupage administratif, le territoire du canton s'affranchit des limites d'arrondissements, avec 9 communes incluses dans l'arrondissement de Muret et 1 dans l'arrondissement de Toulouse. Le bureau centralisateur est situé à Plaisance-du-Touch.

## Représentation
| Période élective | Période élective | Mandat | Mandat   | Identité             | Nuance | Nuance | Qualité |
| ---------------- | ---------------- | ------ | -------- | -------------------- | ------ | ------ | --- |
| 2015             | 2021             | 2015   | 2021     | Jérôme Buisson       |        | PS     | Conseiller municipal de Fonsorbes jusqu'en 2020 Conseiller départemental délégué à l'Histoire et à la Mémoire                                                                                                |
| 2015             | 2021             | 2015   | 2021     | Marie-Claude Leclerc |        | PS     | Inspectrice d’académie et Pédagogique régionale à la retraite Adjointe au maire de Plaisance-du-Touch jusqu'en 2020 Vice-Présidente de la Commission Permanente, chargée de l'Education et de l'Enseignement |
| 2021             | 2028             | 2021   | en cours | Serge Deuilhé        |        | PS     | Informaticien, maire de Saint-Lys |
| 2021             | 2028             | 2021   | en cours | Marie-Claude Leclerc |        | PS     | Conseillère sortante |

### Résultats détaillés

#### Élections de mars 2015
À l'issue du 1er tour des élections départementales de 2015, deux binômes sont en ballottage : Jérôme Buisson et Marie-Claude Leclerc (PS, 29,61 %) et Cédric Camps et Céline Rubio (FN, 28,06 %). Le taux de participation est de 50,35 % (16 745 votants sur 33 257 inscrits) contre 52,11 % au niveau départemental et 50,17 % au niveau national.
Au second tour, Jérôme Buisson et Marie-Claude Leclerc (PS) sont élus avec 62,58 % des suffrages exprimés et un taux de participation de 53,14 % (9 923 voix pour 17 674 votants et 33 258 inscrits).

#### Élections de juin 2021
Le premier tour des élections départementales de 2021 est marqué par un très faible taux de participation (33,26 % au niveau national). Dans le canton de Plaisance-du-Touch, ce taux de participation est de 33,45 % (12 307 votants sur 36 792 inscrits) contre 36,67 % au niveau départemental. À l'issue de ce premier tour, deux binômes sont en ballottage : Serge Deuilhe et Marie Claude Leclerc (Union à gauche, 31,48 %) et Lydia Aiello et Joel Lespes (RN, 19,52 %).
Le second tour des élections est marqué une nouvelle fois par une abstention massive équivalente au premier tour. Les taux de participation sont de 34,36 % au niveau national, 36,26 % dans le département et 32,29 % dans le canton de Plaisance-du-Touch. Serge Deuilhe et Marie Claude Leclerc (Union à gauche) sont élus avec 74,06 % des suffrages exprimés (8 176 voix pour 11 884 votants et 36 807 inscrits),,.

## Composition
Le canton de Plaisance-du-Touch comprend dix communes entières.
| Nom                                        | Code Insee | Intercommunalité             | Superficie (km2) | Population (dernière pop. légale) | Densité (hab./km2) | Modifier                                    |
| ------------------------------------------ | ---------- | ---------------------------- | ---------------- | --------------------------------- | ------------------ | ------------------------------------------- |
| Plaisance-du-Touch (bureau centralisateur) | 31424      | CC Le Grand Ouest Toulousain | 26,53            | 20 471 (2022)                     | 772                | modifier les données · modifier les données |
| Bonrepos-sur-Aussonnelle                   | 31075      | CA Le Muretain Agglo         | 10,17            | 1 247 (2022)                      | 123                | modifier les données · modifier les données |
| Bragayrac                                  | 31087      | CA Le Muretain Agglo         | 8,25             | 315 (2022)                        | 38                 | modifier les données · modifier les données |
| Empeaux                                    | 31166      | CA Le Muretain Agglo         | 4,56             | 305 (2022)                        | 67                 | modifier les données · modifier les données |
| Fonsorbes                                  | 31187      | CA Le Muretain Agglo         | 19,03            | 13 048 (2022)                     | 686                | modifier les données · modifier les données |
| Fontenilles                                | 31188      | CC Le Grand Ouest Toulousain | 20,22            | 5 869 (2022)                      | 290                | modifier les données · modifier les données |
| Sabonnères                                 | 31464      | CA Le Muretain Agglo         | 12,30            | 333 (2022)                        | 27                 | modifier les données · modifier les données |
| Saiguède                                   | 31466      | CA Le Muretain Agglo         | 11,86            | 798 (2022)                        | 67                 | modifier les données · modifier les données |
| Saint-Lys                                  | 31499      | CA Le Muretain Agglo         | 21,30            | 9 776 (2022)                      | 459                | modifier les données · modifier les données |
| Saint-Thomas                               | 31518      | CA Le Muretain Agglo         | 14,01            | 614 (2022)                        | 44                 | modifier les données · modifier les données |
| Canton de Plaisance-du-Touch               | 3111       |                              | 148,23           | 52 776 (2022)                     | 356                | modifier les données                        |

## Démographie
En 2022, le canton comptait 52 776 habitants, en évolution de +8,75 % par rapport à 2016 (Haute-Garonne : +8,02 %, France hors Mayotte : +2,11 %).
| 2013   | 2018   | 2022   |
| ------ | ------ | ------ |
| 46 276 | 49 832 | 52 776 |